# 巴斯蒂安·凯尔索迪
巴斯蒂安·凯尔索迪（法語：Bastian Kersaudy，1994年6月9日—），法國男子羽毛球運動員。

## 簡歷
2013年1月，巴斯蒂安·凯尔索迪分别與乔丹·科维以及安妮·特兰出戰愛沙尼亞國際賽，在男双準决赛以1比2（14-21、21-11、14-21）不敌芬兰的伊卡·海诺/米卡·孔埃斯；而混双决赛以0比2（18-21、10-21）不敌赛会头号种子、芬兰的安东·凯斯提/珍妮·奈斯特倫，赢得亚军。同年3月，他代表法國國家隊出戰安卡拉舉行的歐洲青年羽毛球錦標賽，協助隊伍贏得混合團體亞軍。同年10月，他与加埃唐·米特莱尔泽出战匈牙利羽毛球國際賽，在男双準决赛以0比2（19-21、15-21）不敌丹麦的弗雷德里克·科尔贝尔/米克尔·米克尔森。
2014年3月，巴斯蒂安·凯尔索迪分别与加埃唐·米特莱尔泽以及泰沙娜·维尼斯·瓦汉出战羅馬尼亞羽毛球國際賽，在男双决赛以0比2（12-21、13-21）不敌克罗埃西亚的兹沃尼米尔·杜尔金雅克/兹沃尼米尔·霍尔布林，赢得亚军；而混双决赛以0比2（14-21、15-21）不敌苏格兰的马丁·坎贝尔/吉莉·库珀，赢得亚军。同期3月，他与加埃唐·米特莱尔泽出战波蘭羽毛球公開賽，在男双準决赛以0比2（9-21、17-21）不敌赛会3号种子、俄罗斯的尼基塔·哈基莫夫/瓦西里·库兹涅佐夫。同样3月，他与加埃唐·米特莱尔泽出战法國羽毛球國際賽，在男双决赛以1比2（21-13、17-21、18-21）不敌赛会头号种子、波兰的亚当·克瓦林纳/普热梅斯瓦夫·瓦查，赢得亚军。同年4月，他与加埃唐·米特莱尔泽出战荷蘭羽毛球國際賽，在男双準决赛以0比2（21-23、11-21）不敌丹麦的拉斯穆斯·弗莱德伯格/埃米尔·霍尔斯特。同年10月，他与加埃唐·米特莱尔泽出战荷蘭羽毛球國際賽，在男双準決賽以1比3（11-6、9-11、9-11、6-11）不敌赛会头号种子、队友的巴蒂斯特·卡雷姆/罗南·拉巴尔。同期10月，他与加埃唐·米特莱尔泽出战巴西羽毛球國際賽，在男双决赛以3比1（11-9、9-11、11-7、11-5）击败了赛会2号种子、队友的洛朗·康斯坦丁/马修·罗英平，夺得其首个国际赛冠军。同年12月，他与加埃唐·米特莱尔泽出战愛爾蘭羽毛球公開賽，在男双準决赛以0比2（13-21、15-21）不敌赛会头号种子、波兰的亚当·克瓦林纳/普热梅斯瓦夫·瓦查。同期12月，他与加埃唐·米特莱尔泽出战意大利羽毛球國際賽，在男双準决赛以0比2（10-21、14-21）不敌英格兰的马库斯·埃利斯/克里斯·兰格瑞奇。
2015年4月，巴斯蒂安·凯尔索迪分别與加埃唐·米特莱尔泽以及莉亚·巴莱尔莫出战芬蘭羽毛球公開賽，在男双準决赛以0比2（11-21、18-21）不敌英格兰的安德鲁·埃利斯/彼得·米尔斯；而混双準决赛以1比2（15-21、21-15、18-21）不敌赛会头号种子、队友的加埃唐·米特莱尔泽/奥德丽·方丹。同年5月，他分别与卢卡斯·克拉尔布特以及莉亚·巴莱尔莫出战斯洛文尼亞羽毛球國際賽，在男双準决赛以1比2（21-18、17-21、10-21）不敌赛会头号种子、克罗埃西亚的兹沃尼米尔·杜尔金雅克/兹沃尼米尔·霍尔布林；而混双决赛以2比1（21-18、18-21、21-18）击败了赛会3号种子、队友的马林·鲍曼/洛林·鲍曼，赢得冠军。同期5月，他与莉亚·巴莱尔莫出战西班牙羽毛球國際賽，在混双準决赛以0比2（18-21、13-21）不敌德国的马文·埃米尔·塞德尔/琳达·埃弗勒。同年9月，他与加埃唐·米特莱尔泽出战哈爾科夫羽毛球國際賽，在男双準决赛以0比2（19-21、22-24）不敌泰国的博丁·伊沙拉/尼迪蓬·潘普佩克。同年12月，他与莉亚·巴莱尔莫出战愛爾蘭羽毛球公開賽，在混双準决赛以0比2（10-21、18-21）不敌赛会2号种子、波兰强档的罗伯特·马特斯亚克/娜蒂斯达·希尔巴。
2016年1月，巴斯蒂安·凯尔索迪与莉亚·巴莱尔莫出战愛沙尼亞羽毛球國際賽，在混双决赛以0比2（19-21、18-21）不敌俄罗斯的亚历山大·鲍里索维奇·津琴科/奥尔佳·莫罗佐娃，赢得亚军。同期1月，他与加埃唐·米特莱尔泽出战瑞典羽毛球大師賽，在男双準决赛以0比2（19-21、8-21）不敌赛会3号种子、丹麦强档的马蒂亚斯·克里斯蒂安森/大卫·道嘉德。同年7月，他分别与朱利安·马尤以及莉亚·巴莱尔莫出战白夜羽毛球賽，在男双决赛以0比2（15-21、14-21）不敌赛会3号种子、德国的琼斯·拉夫利·詹森/约舍·兹沃涅，赢得亚军；而混双準决赛以1比2（21-15、17-21、17-21）不敌赛会2号种子、俄罗斯的维塔利·杜尔金/尼娜·维斯洛娃。
2017年1月，巴斯蒂安·凯尔索迪分别与朱利安·马尤以及莉亚·巴莱尔莫出战愛沙尼亞羽毛球國際賽，在男双决赛以2比0（21-13、21-14）击败了赛会4号种子、芬兰的亨利·阿尼奥/伊卡·海诺，赢得冠军；而混双準决赛以0比2（18-21、9-21）不敌赛会3号种子、俄罗斯的阿纳托利·亚特瑟夫/叶夫根尼娅·科泽茨卡亚。同期1月，他与莉亚·巴莱尔莫出战瑞典羽毛球國際賽，在混双準决赛以0比2（13-21、7-21）不敌赛会4号种子、丹麦强档的米克尔·米克尔森/麦尔·苏罗。同年7月，他与莉亚·巴莱尔莫出战白夜羽毛球賽，在混双準决赛以0比2（16-21、12-21）不敌赛会7号种子、德国的馬文·埃米爾·塞德爾/琳達·埃弗勒。同年8月，他參加苏格兰格拉斯哥舉行的世界羽毛球錦標賽，他和莉亚·巴莱尔莫出戰混合双打項目。首圈因对手选择弃赛，直接晉級下一圈。但在第二圈中，面对赛会5号种子、英格兰组合的克里斯·爱德考克/加布里·爱德考克以0比2 （10-21、13-21）不敌对手，32强止步。同年9月，他与莉亚·巴莱尔莫出战捷克羽毛球公開賽，在混双决赛以1比2（21-12、8-21、18-21）不敌丹麦强档的马蒂亚斯·贝尔-斯密特/亚历山德拉·博尔，赢得亚军。同年11月，他与朱利安·马尤出战蘇格蘭羽毛球大獎賽，在男双準决赛以1比2（21-18、13-21、18-21）不敌赛会8号种子、荷兰强档的雅高·阿伦斯/鲁宾·吉尔。
2018年6月，巴斯蒂安·凯尔索迪与莉亚·巴莱尔莫出战西班牙羽毛球國際賽，在混双準决赛以0比2（15-21、24-26）不敌赛会头号种子、俄罗斯的叶夫根尼·德雷明/叶夫根尼亚·迪莫娃。同月，他代表法国参加西班牙塔拉戈纳举办的地中海運動會羽毛球比賽，与汤姆·吉凯尔赢得男子双打金牌。

## 主要比賽成績
只列出曾進入準決賽的國際賽事成績：
| 年份   | 賽事                     | 公開賽級別 | 項目     | 拍檔               | 成績   |
| ------ | ------------------------ | ---------- | -------- | ------------------ | ------ |
| 2013年 | 愛沙尼亞羽毛球國際賽     | 國際系列賽 | 男子雙打 | 乔丹·科维          | 準決賽 |
| 2013年 | 愛沙尼亞羽毛球國際賽     | 國際系列賽 | 混合雙打 | 安妮·特兰          | 亞軍   |
| 2013年 | 歐洲青年羽毛球錦標賽     | 其他       | 混合團體 | －                 | 亞軍   |
| 2013年 | 匈牙利羽毛球國際賽       | 國際系列賽 | 男子雙打 | 加埃唐·米特莱尔泽  | 準決賽 |
| 2014年 | 羅馬尼亞羽毛球國際賽     | 國際系列賽 | 男子雙打 | 加埃唐·米特莱尔泽  | 亞軍   |
| 2014年 | 羅馬尼亞羽毛球國際賽     | 國際系列賽 | 混合雙打 | 泰沙娜·维尼斯·瓦汉 | 亞軍   |
| 2014年 | 波蘭羽毛球公開賽         | 國際挑戰賽 | 男子雙打 | 加埃唐·米特莱尔泽  | 準決賽 |
| 2014年 | 法國羽毛球國際賽         | 國際挑戰賽 | 男子雙打 | 加埃唐·米特莱尔泽  | 亞軍   |
| 2014年 | 荷蘭羽毛球國際賽         | 國際系列賽 | 男子雙打 | 加埃唐·米特莱尔泽  | 準決賽 |
| 2014年 | 瑞士羽毛球國際賽         | 國際挑戰賽 | 男子雙打 | 加埃唐·米特莱尔泽  | 準決賽 |
| 2014年 | 巴西羽毛球國際賽         | 國際挑戰賽 | 男子雙打 | 加埃唐·米特莱尔泽  | 冠軍   |
| 2014年 | 愛爾蘭羽毛球公開賽       | 國際挑戰賽 | 男子雙打 | 加埃唐·米特莱尔泽  | 準決賽 |
| 2014年 | 意大利羽毛球國際賽       | 國際挑戰賽 | 男子雙打 | 加埃唐·米特莱尔泽  | 準決賽 |
| 2015年 | 芬蘭羽毛球公開賽         | 國際挑戰賽 | 男子雙打 | 加埃唐·米特莱尔泽  | 準決賽 |
| 2015年 | 芬蘭羽毛球公開賽         | 國際挑戰賽 | 混合雙打 | 莉亚·巴莱尔莫      | 準決賽 |
| 2015年 | 斯洛文尼亞羽毛球國際賽   | 國際系列賽 | 男子雙打 | 卢卡斯·克拉尔布特  | 準決賽 |
| 2015年 | 斯洛文尼亞羽毛球國際賽   | 國際系列賽 | 混合雙打 | 莉亚·巴莱尔莫      | 冠軍   |
| 2015年 | 西班牙羽毛球國際賽       | 國際挑戰賽 | 混合雙打 | 莉亚·巴莱尔莫      | 準決賽 |
| 2015年 | 哈爾科夫羽毛球國際賽     | 國際挑戰賽 | 男子雙打 | 加埃唐·米特莱尔泽  | 準決賽 |
| 2015年 | 愛爾蘭羽毛球公開賽       | 國際挑戰賽 | 混合雙打 | 莉亚·巴莱尔莫      | 準決賽 |
| 2016年 | 愛沙尼亞羽毛球國際賽     | 國際系列賽 | 混合雙打 | 莉亚·巴莱尔莫      | 亞軍   |
| 2016年 | 瑞典羽毛球大師賽         | 國際挑戰賽 | 男子雙打 | 加埃唐·米特莱尔泽  | 準決賽 |
| 2016年 | 歐洲男子羽毛球團體錦標賽 | 其他       | 男子團體 | －                 | 亞軍   |
| 2016年 | 白夜羽毛球賽             | 國際挑戰賽 | 男子雙打 | 朱利安·马尤        | 亞軍   |
| 2016年 | 白夜羽毛球賽             | 國際挑戰賽 | 混合雙打 | 莉亚·巴莱尔莫      | 準決賽 |
| 2017年 | 愛沙尼亞羽毛球國際賽     | 國際系列賽 | 男子雙打 | 朱利安·马尤        | 冠軍   |
| 2017年 | 愛沙尼亞羽毛球國際賽     | 國際系列賽 | 混合雙打 | 莉亚·巴莱尔莫      | 準決賽 |
| 2017年 | 瑞典羽毛球國際賽         | 國際系列賽 | 混合雙打 | 莉亚·巴莱尔莫      | 準決賽 |
| 2017年 | 白夜羽毛球賽             | 國際挑戰賽 | 混合雙打 | 莉亚·巴莱尔莫      | 準決賽 |
| 2017年 | 捷克羽毛球公開賽         | 國際挑戰賽 | 混合雙打 | 莉亚·巴莱尔莫      | 亞軍   |
| 2017年 | 蘇格蘭羽毛球大獎賽       | 大獎賽     | 男子雙打 | 朱利安·马尤        | 準決賽 |
| 2018年 | 歐洲羽毛球男子團體錦標賽 | 其他       | 男子團體 | －                 | 季軍   |
| 2018年 | 西班牙羽毛球國際賽       | 國際挑戰賽 | 混合雙打 | 莉亚·巴莱尔莫      | 準決賽 |
| 2018年 | 地中海運動會羽毛球比賽   | 其他       | 男子雙打 | 汤姆·吉凯尔        | 金牌   |
| 2018年 | 匈牙利羽毛球國際賽       | 國際挑戰賽 | 男子雙打 | 乔丹·科维          | 準決賽 |
| 2018年 | 愛爾蘭羽毛球公開賽       | 國際系列賽 | 男子雙打 | 乔丹·科维          | 準決賽 |
| 2019年 | 瑞典羽毛球公開賽         | 國際系列賽 | 男子雙打 | 朱利安·马尤        | 亞軍   |
| 2019年 | 葡萄牙羽毛球國際賽       | 國際系列賽 | 男子雙打 | 朱利安·马尤        | 準決賽 |

| 2007-2017年 | 首要超級賽 | 超級賽 | 黃金大獎賽 | 大獎賽 | 國際挑戰賽 | 國際系列賽 | 未來系列賽 | 其他 |

| 2018-2026年 | 總決賽 | 超級1000賽 | 超級750賽 | 超級500賽 | 超級300賽 | 超級100賽 | 國際挑戰賽 | 國際系列賽 | 未來系列賽 | 其他 |

### 奧運會和世錦賽參賽紀錄
|          | 搭檔          | 2017 | 2018 |
| -------- | ------------- | ---- | ---- |
| 男子雙打 | 朱利安·马尤   | 32強 | －   |
|          |               |      |      |
| 混合雙打 | 莉亚·巴莱尔莫 | 32強 | 48強 |